# Rzeki w Stanach Zjednoczonych

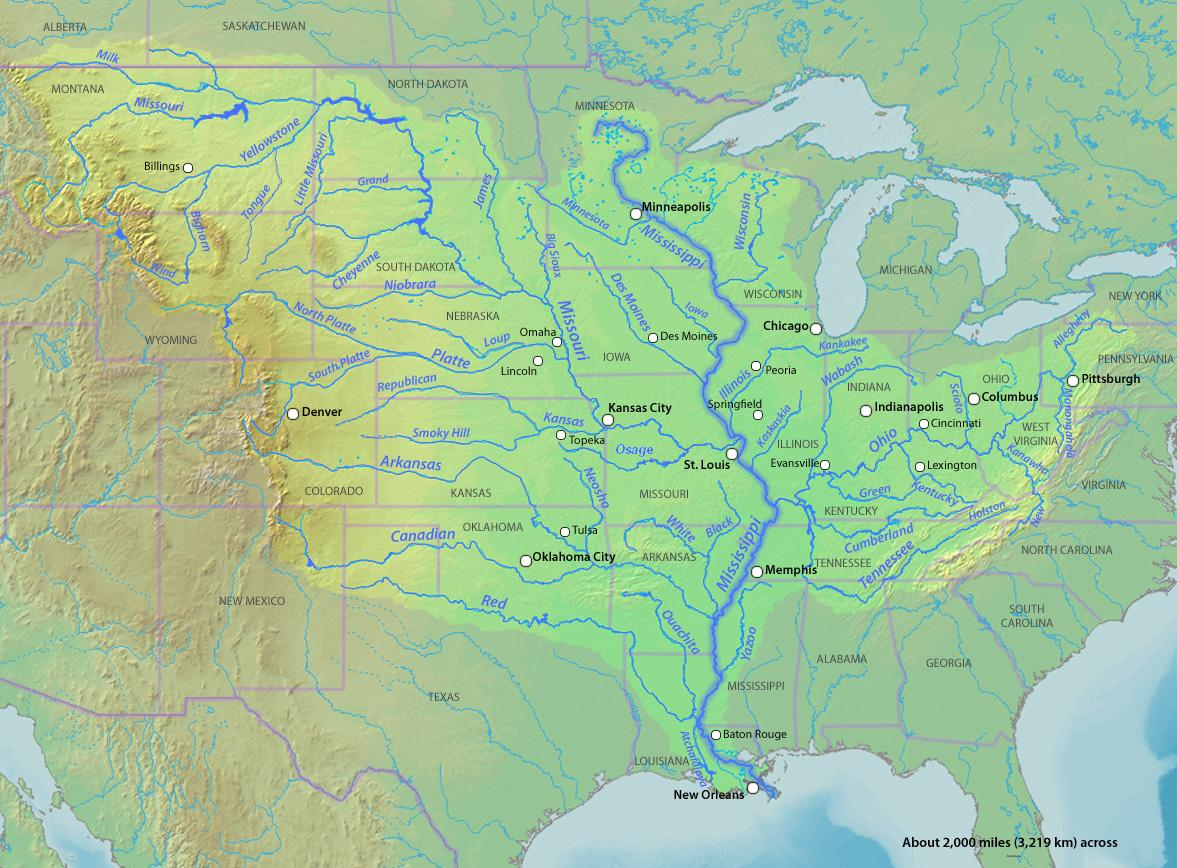
Zlewnia Missisipi obejmuje Missouri i Missisipi, a także 18 innych rzek z poniższej listy. Missisipi została zaznaczona w kolorze granatowym.

Lista zawiera główne biegi 38 rzek w Stanach Zjednoczonych, które mierzą co najmniej 800 km długości.

## Tabela
| Dodatkowe oznaczenia w tabeli Rzeka nie płynie w całości przez terytorium Stanów Zjednoczonych Dorzecze nie znajduje się w całości na terytorium Stanów Zjednoczonych Skróty „s” – źródło rzeki (source) „m” – ujście rzeki (mouth) |

| #  | Nazwa                            | Ujście                     | Długość | Źródło koordynaty                            | Ujście koordynaty                            | Obszar dorzecza | Przepływ    | Stan, prowincja, zdjęcie                                                                             |
| -- | -------------------------------- | -------------------------- | ------- | -------------------------------------------- | -------------------------------------------- | --------------- | ----------- | --- |
| 1  | Missouri                         | Missisipi                  | 3768 km | 45°55′39″N 111°30′29″W/45,927500 -111,508056 | 38°48′49″N 90°07′11″W/38,813611 -90,119722   | 1 371 017 km²   | 1956 m3/s   | Montanas, Dakota Północna, Dakota Południowa, Nebraska, Iowa, Kansas, Missourim                      |
| 2  | Missisipi                        | Zatoka Meksykańska         | 3544 km | 47°14′22″N 95°12′29″W/47,239444 -95,208056   | 29°09′04″N 89°15′12″W/29,151111 -89,253333   | 3 270 000 km²   | 18 400 m3/s | Minnesotas, Wisconsin, Iowa, Illinois, Missouri, Kentucky, Tennessee, Arkansas, Missisipi, Luizjanam |
| 3  | Jukon                            | Morze Beringa              | 3185 km | 59°35′00″N 133°47′00″W/59,583333 -133,783333 | 62°35′55″N 164°48′00″W/62,598611 -164,800000 | 839 200 km²     | 6 340 m3/s  | Kolumbia Brytyjskas, Jukon, Alaskam                                                                  |
| 4  | Rio Grande (w Meksyku Rio Bravo) | Zatoka Meksykańska         | 2830 km | 37°47′52″N 107°32′18″W/37,797778 -107,538333 | 25°57′22″N 97°08′43″W/25,956111 -97,145278   | 870 000 km²     | m3/s        | Kolorados, Nowy Meksyk, Teksasm, Chihuahua, Coahuila, Nuevo León, Tamaulipasm                        |
| 5  | Kolorado                         | Zatoka Kalifornijska       | 2330 km | 40°28′20″N 105°49′34″W/40,472222 -105,826111 | 31°48′57″N 114°48′22″W/31,815833 -114,806111 | 642 000 km²     | 40 m3/s     | Kolorados, Utah, Arizona, Nevada, Kalifornia, Sonoram, Kalifornia Dolnam                             |
| 6  | Arkansas                         | Missisipi                  | 2322 km | 39°15′30″N 106°20′38″W/39,258333 -106,343889 | 33°46′30″N 91°04′15″W/33,775000 -91,070833   | 414 910 km²     | 1004 m3/s   | Kolorados, Kansas, Oklahoma, Arkansasm                                                               |
| 7  | Kolumbia                         | Ocean Spokojny             | 2000 km | 50°13′00″N 115°51′00″W/50,216667 -115,850000 | 46°14′39″N 124°03′29″W/46,244167 -124,058056 | 724 024 km²     | 7730 m3/s   | Kolumbia Brytyjskas, Waszyngtonm, Oregonm                                                            |
| 8  | Red                              | Atchafalaya oraz Missisipi | 1811 km | 34°34′35″N 99°57′54″W/34,576389 -99,965000   | 31°01′10″N 91°44′52″W/31,019444 -91,747778   | 169 890 km²     | 852 m3/s    | Oklahomas, Teksas, Arkansas, Luizjanam                                                               |
| 9  | Snake                            | Kolumbia                   | 1674 km | 44°07′49″N 110°13′10″W/44,130278 -110,219444 | 46°11′10″N 119°01′43″W/46,186111 -119,028611 | 281 000 km²     | 1565 m3/s   | Wyomings, Idaho, Oregon, Waszyngtonm                                                                 |
| 10 | Ohio                             | Missisipi                  | 1575 km | 40°26′34″N 80°01′02″W/40,442778 -80,017222   | 36°59′12″N 89°07′50″W/36,986667 -89,130556   | 529 000 km²     | 8733 m3/s   | Pennsylvanias, Ohio, Wirginia Zachodnia, Indiana, Illinois, Kentuckym                                |
| 11 | Colorado                         | Zatoka Meksykańska         | 1560 km | 32°40′47″N 101°43′51″W/32,679722 -101,730833 | 28°35′41″N 95°58′59″W/28,594722 -95,983056   | 103 341 km²     | 75 m3/s     | Teksass, m                                                                                           |
| 12 | Tennessee                        | Ohio                       | 1504 km | 35°57′33″N 83°51′01″W/35,959167 -83,850278   | 37°04′02″N 88°33′53″W/37,067222 -88,564722   | 105 870 km²     | 2000 m3/s   | Tennessees, Alabama, Kentuckym                                                                       |
| 13 | Canadian                         | Arkansas                   | 1458 km | 37°01′11″N 105°04′33″W/37,019722 -105,075833 | 35°27′12″N 95°01′58″W/35,453333 -95,032778   | 122 070 km²     | 174 m3/s    | Nowy Meksyks, Teksas, Oklahomam                                                                      |
| 14 | Brazos                           | Zatoka Meksykańska         | 1390 km | 33°16′07″N 100°00′37″W/33,268611 -100,010278 | 28°52′33″N 95°22′42″W/28,875833 -95,378333   | 115 566 km²     | 249 m3/s    | Teksass, m                                                                                           |
| 15 | Green                            | Kolorado                   | 1230 km | 43°09′13″N 109°40′18″W/43,153611 -109,671667 | 38°11′21″N 109°53′07″W/38,189167 -109,885278 | 116 200 km²     | 172 m3/s    | Wyomings, Kolorado, Utahm                                                                            |
| 16 | Pecos                            | Rio Grande                 | 1175 km | 35°58′34″N 105°33′29″W/35,976111 -105,558056 | 29°41′59″N 101°22′17″W/29,699722 -101,371389 | 113 960 km²     | 3,95 m3/s   | Nowy Meksyks, Teksasm                                                                                |
| 17 | White                            | Missisipi                  | 1159 km | 35°50′20″N 93°36′16″W/35,838889 -93,604444   | 33°57′05″N 91°04′53″W/33,951389 -91,081389   | 72 189 km²      | 979 m3/s    | Arkansass, m, Missouri                                                                               |
| 18 | James                            | Missouri                   | 1140 km | 47°28′53″N 99°51′32″W/47,481389 -99,858889   | 42°52′17″N 97°17′26″W/42,871389 -97,290556   | 54 240 km²      | 24,2 m3/s   | Dakota Północnas, Dakota Południowam                                                                 |
| 19 | Kuskokwim                        | Morze Beringa              | 1130 km | 63°05′16″N 154°38′33″W/63,087778 -154,642500 | 60°04′59″N 162°20′02″W/60,083056 -162,333889 | 124,319 km²     | 1900 m3/s   | Alaskas, m                                                                                           |
| 20 | Cimarron                         | Arkansas                   | 1123 km | 36°54′24″N 102°59′12″W/36,906667 -102,986667 | 36°10′14″N 96°16′19″W/36,170556 -96,271944   | 50 540 km²      | 42 m3/s     | Oklahomas, m, Kolorado, Kansas                                                                       |
| 21 | Cumberland                       | Ohio                       | 1120 km | 36°50′42″N 83°19′26″W/36,845000 -83,323889   | 37°08′36″N 88°24′27″W/37,143333 -88,407500   | 46 430 km²      | 62 m3/s     | Kentuckys, m, Tennessee                                                                              |
| 22 | Yellowstone                      | Missouri                   | 1091 km | 43°59′18″N 109°55′45″W/43,988333 -109,929167 | 47°58′42″N 103°58′56″W/47,978333 -103,982222 | 182 336 km²     | 362 m3/s    | Wyomings, Montana, Dakota Północnam                                                                  |
| 23 | Platte Północna                  | Platte                     | 1070 km | 40°38′23″N 106°24′19″W/40,639722 -106,405278 | 41°06′50″N 100°40′33″W/41,113889 -100,675833 | 90 352 km²      | 21,9 m3/s   | Kolorados, Wyoming, Nebraskam                                                                        |
| 24 | Milk                             | Missouri                   | 1005 km | 48°51′20″N 113°01′10″W/48,855556 -113,019444 | 48°03′26″N 106°19′07″W/48,057222 -106,318611 | 57 839 km²      | 18,9 m3/s   | Alberta, Montanas, m                                                                                 |
| 25 | Ouachita                         | Black                      | 974 km  | 31°41′56″N 94°19′57″W/31,698889 -94,332500   | 31°37′53″N 91°48′25″W/31,631389 -91,806944   | 64 454 km²      | 843 m3/s    | Arkansass, Luizjanam                                                                                 |
| 26 | Rzeka Świętego Wawrzyńca         | Zatoka Świętego Wawrzyńca  | 965 km  | 44°05′55″N 76°23′28″W/44,098611 -76,391111   | 49°40′00″N 64°30′00″W/49,666667 -64,500000   | 1 600 000 km²   | 12 600 m3/s | Nowy Jorks, Ontarios, Quebecm                                                                        |
| 27 | Gila                             | Kolorado                   | 960 km  | 33°10′47″N 108°12′22″W/33,179722 -108,206111 | 32°43′11″N 114°33′19″W/32,719722 -114,555278 | 149 832 km²     | 6 m3/s      | Nowy Meksyks, Arizonam                                                                               |
| 28 | Sheyenne                         | Red River of the North     | 951 km  | 47°41′46″N 100°29′52″W/47,696111 -100,497778 | 47°01′25″N 96°49′31″W/47,023611 -96,825278   | 23 000 km²      | 8,2 m3/s    | Dakota Północnas, m                                                                                  |
| 29 | Tanana                           | Jukon                      | 940 km  | 63°02′57″N 141°51′52″W/63,049167 -141,864444 | 65°09′38″N 151°57′37″W/65,160556 -151,960278 | 114 000 km²     | 1185 m3/s   | Alaskas, m                                                                                           |
| 30 | Smoky Hill                       | Kansas                     | 927 km  | 38°57′01″N 102°34′49″W/38,950278 -102,580278 | 39°03′36″N 96°48′04″W/39,060000 -96,801111   | 49 900 km²      | 43,7 m3/s   | Kolorados, Kansasm                                                                                   |
| 31 | Niobrara                         | Missouri                   | 914 km  | 42°49′15″N 104°38′50″W/42,820833 -104,647222 | 42°45′58″N 98°02′50″W/42,766111 -98,047222   | 32 600 km²      | 49 m3/s     | Wyomings, Nebraskam                                                                                  |
| 32 | Little Missouri                  | Missouri                   | 900 km  | 44°32′25″N 104°59′57″W/44,540278 -104,999167 | 47°36′38″N 102°52′24″W/47,610556 -102,873333 | 21 500 km²      | 13 m3/s     | Wyomings, Montana, Dakota Południowa, Dakota Północnam                                               |
| 33 | Sabine                           | Zatoka Meksykańska         | 890 km  | 32°48′29″N 95°55′14″W/32,808056 -95,920556   | 29°59′08″N 93°47′26″W/29,985556 -93,790556   | 25 268 km²      | 238 m3/s    | Teksass, Luizjanam                                                                                   |
| 34 | Red                              | jezioro Winnipeg           | 890 km  | 46°15′52″N 96°35′55″W/46,264444 -96,598611   | 50°23′47″N 96°48′39″W/50,396389 -96,810833   | 287 500 km²     | 236 m3/s    | Dakota Północnas, Minnesotas, Manitobam                                                              |
| 35 | Des Moines                       | Missisipi                  | 845 km  | 44°05′02″N 95°41′17″W/44,083889 -95,688056   | 41°22′52″N 91°25′21″W/41,381111 -91,422500   | 31 127 km²      | 182 m3/s    | Minnesotas, Missouri, Iowam                                                                          |
| 36 | White                            | Missouri                   | 815 km  | 42°41′10″N 103°50′14″W/42,686111 -103,837222 | 43°42′50″N 99°28′01″W/43,713889 -99,466944   | 26 418 km²      | 16 m3/s     | Nebraskas, Dakota Południowam                                                                        |
| 37 | Trinity                          | Galveston Bay              | 815 km  | 32°47′54″N 96°53′52″W/32,798333 -96,897778   | 29°44′35″N 94°42′12″W/29,743056 -94,703333   | 46 540 km²      | 222 m3/s    | Teksass, m                                                                                           |
| 38 | Wabash                           | Ohio                       | 810 km  | 40°21′07″N 84°45′57″W/40,351944 -84,765833   | 37°47′53″N 88°01′38″W/37,798056 -88,027222   | 85 340 km²      | 28 m3/s     | Ohios, Indianam, Illinoism                                                                           |

Głównym źródłem danych do tabeli jest Rivers of North America Benke’ego i Cushinga. Sprzeczne dane z innych źródeł, jeśli różnica była większa niż 10% danej wielkości, podano w informacji dodatkowej.